# Parque Nacional da Antiga Oió
O Parque Nacional da Antiga Oió (em inglês: Old Oyo National Park) é um sítio turístico na Nigéria localizado no norte do estado de Oió e sul do estado de Cuara. É rica em recursos vegetais e animais, incluindo os búfalos, antílope e grande variedade de aves. O parque é facilmente acessível a partir do noroeste e sudoeste da Nigéria.
O parque  contém as ruínas da cidade de Oió original que era a capital do antigo Império de Oió dos iorubás antes que fosse destruída no final do século 18 pelos guerreiros Ilorim e Hauçá/Fula no auge da rebelião do comandante Afonjá, do exército provincial do Império de Oió, pela qual ele se aliou com os Hauçá/Fula muçulmanos jiadistas.
O parque nacional originou-se em duas reservas florestais administrativas nativas anteriores, o Alto Ogun, estabelecido em 1936 e Oió-Ilê, estabelecido em 1941. Estes foram convertidos em reservas de caça em 1952, depois combinados e atualizados para o status atual de um parque nacional. 
As cidades mais próximas e cidades vizinhas do Parque Nacional da Antiga Oió incluem Saki, Iseyin, Igboho, Sepeteri, Tede e Igbeti que têm suas próprias atrações comerciais e culturais para o turismo.

## Flora e fauna
Dentro de todo o país já existia extenso florestamento; porém, há menos área florestal presente no país, refletindo uma tendência na região. O Parque Nacional da Antiga Oió foi anteriormente habitat para o Cão de caça pintado, Lycaon pictus; ameaçado de extinção. No entanto, este canídeo é agora considerado extinto localmente, devido à pressão da caça e a expansão da população humana nesta região.